# Langues yendang
Les langues yendang ou langues maya sont un groupe de langues adamaoua,. Elles sont parlées au Nigeria.